# Губи (Сілезьке воєводство)
Губи (пол. Huby) — село в Польщі, у гміні Кломниці Ченстоховського повіту Сілезького воєводства.
У 1975-1998 роках село належало до Ченстоховського воєводства.